# Krzysztof Krupka
Krzysztof Krupka z Mojkowic herbu własnego (zm. przed 17 lipca 1665 roku) – łowczy sandomierski od 1658 roku, pułkownik w 1656 roku.
Poseł sejmiku proszowickiego na sejm 1653 roku i sejm 1659 roku, poseł sejmiku opatowskiego na sejm 1658 roku, poseł nieznanego sejmiku na sejm 1661 roku.